# Werner Gilles
Pour les articles homonymes, voir Gilles.
Werner Gilles, né le 29 août 1894 dans l'Empire allemand à Rheydt (aujourd'hui partie de Mönchengladbach) et mort le 23 juin 1961 à Essen (Allemagne), est un artiste allemand.

## Biographie

### Formation
- Bauhaus